# Studence, Žalec
Studence so naselje v Občini Žalec.